# Volksempfänger

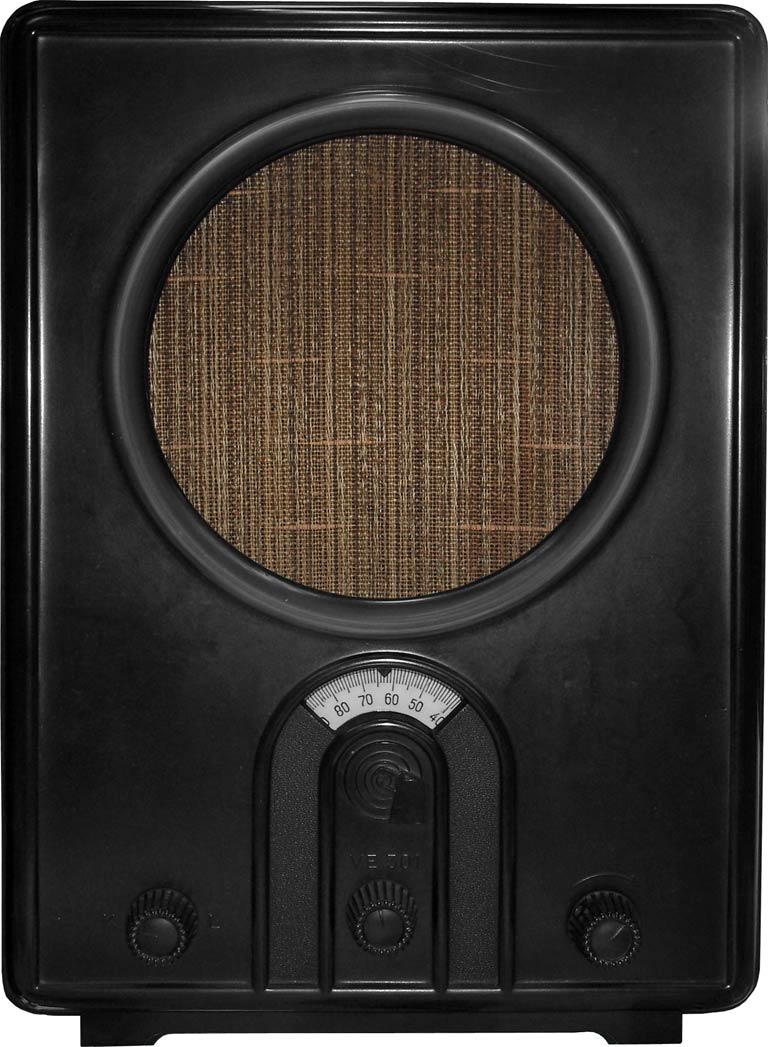
Il modello VE301W (1933)

Il Volksempfänger (in tedesco "il ricevitore del popolo") fu un ricevitore radio sviluppato da Otto Griessing per richiesta del politico tedesco Joseph Goebbels. La presentazione di lancio dell'apparecchio risale al 18 agosto 1933, quando fu esibito il modello VE301 presso l'Esposizione Internazionale della Radio di Berlino (Internationale Funkausstellung Berlin). Il design del telaio del VE301 in bachelite era stato elaborato dall'architetto e designer industriale Walter Maria Kersting. Il prezzo di lancio dell'articolo era di 76 RM, ridotti a 65 per la versione a batteria.
L'intento del programma Volksempfänger era quello di creare una tecnologia di ricezione radio abbordabile per le masse. Joseph Goebbels aveva compreso il grande potenziale propagandistico di questo mezzo di comunicazione relativamente nuovo e quindi ne considerava molto importante la diffusione.

## Storia
Il modello originale, il Volksempfänger VE301, fu presentato il 18 agosto 1933 all'inaugurazione della Internationale Funkausstellung Berlin. Il VE301 è stato disponibile a un prezzo facilmente accessibile di 76 Reichsmark tedeschi, e un modello più economico a 35 Reichsmark, il DKE38 (ironicamente chiamato anche Goebbels-Schnauze- "Bocca di Goebbels" - da parte del pubblico), prodotto anche in seguito fino al 1950 (DKE50), insieme con una serie di altri modelli denominati Volksempfänger, Gemeinschaftsempfänger, KDF (Kraft durch Freude), DKE (Deutscher Kleinempfänger) ed altri.

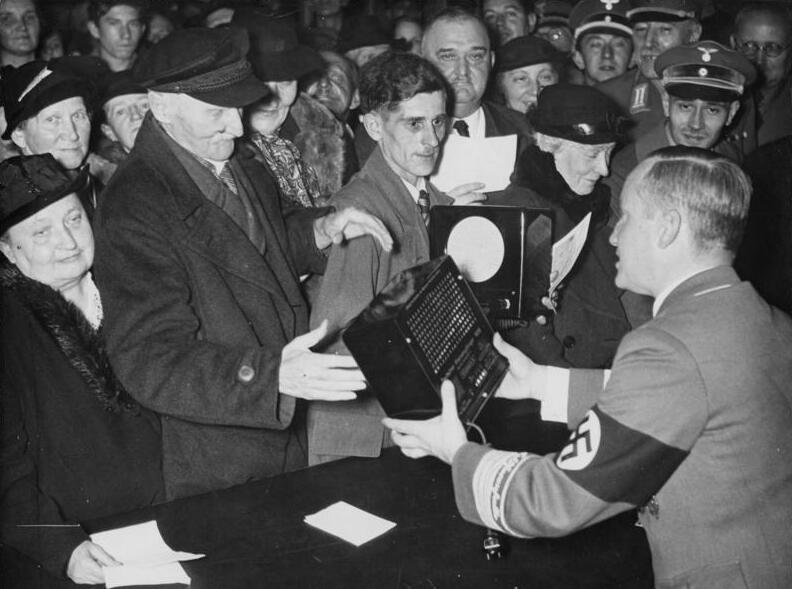
Distribuzione di 500 radio in occasione del compleanno di Goebbels del 1938 nella stazione radio di Berlino da parte dell'addetto alla propaganda Werner Wächter (a destra con al braccio la fascia con la svastica), foto dall'archivio federale tedesco.

Contrariamente a quanto viene comunemente affermato non è vero che i "Volksempfängern" fossero stati progettati per impedire la ricezione di stazioni estere. La loro sensibilità era in grado di ricevere intensità di campo elettrico di circa 2mV/m e quindi non di molto inferiore a quella di ricevitori di classe più elevata e in grado di ricevere senza difficoltà molte stazioni estere tra cui Radio Mosca e Radio Londra. A partire dal 1939 l'ascolto di stazioni estere venne proibito in quanto comportava un crimine punibile con la detenzione.
La maggior parte dei Volksempfänger non captava le bande a onda corta, in quanto le principali stazioni radio tedesche erano in onda media oppure in onda lunga, né seguiva la pratica, comune a quell'epoca tra i produttori di ricevitori radio, di indicare approssimativamente le frequenze delle maggiori stazioni europee sulla scala di sintonizzazione. Su alcuni modelli VE301 erano segnalate soltanto le stazioni tedesche mentre il modello DKE 1938 possedeva una scala in numeri arbitrari da 0 a 100 invece di metri o chilocicli.
L'ascolto di stazioni straniere era illegale nella Germania nazista, mentre in alcune zone occupate, come la Polonia, l'ascolto di qualunque trasmissione radio da parte di un cittadino non tedesco era fuorilegge (in seguito, durante la guerra, questo divieto fu esteso alla maggior parte degli altri territori occupati insieme alla confisca di massa dei dispositivi radio. Le sanzioni spaziavano dalla confisca delle radio e l'imprigionamento alla pena capitale, specialmente nella fase più avanzata della guerra.
Ciononostante, questo tipo di ascolto clandestino era diffuso in molti territori occupati dai nazisti, nonché (in particolare a guerra avanzata) nella stessa Germania. I nazisti tentarono anche il disturbo radio di alcune stazioni nemiche, ma con scarso successo.
Molto è stato detto circa l'efficienza del Volksempfänger come uno strumento di propaganda. Celebre è quanto l'architetto e ministro per gli armamenti e la produzione di guerra di Hitler, Albert Speer, disse il 31 agosto 1946 nel suo ultimo discorso al Processo di Norimberga:

## Tecnica
Il VE301 era costruito usando solo tre valvole, con consistenti risparmi sul costo complessivo di produzione.

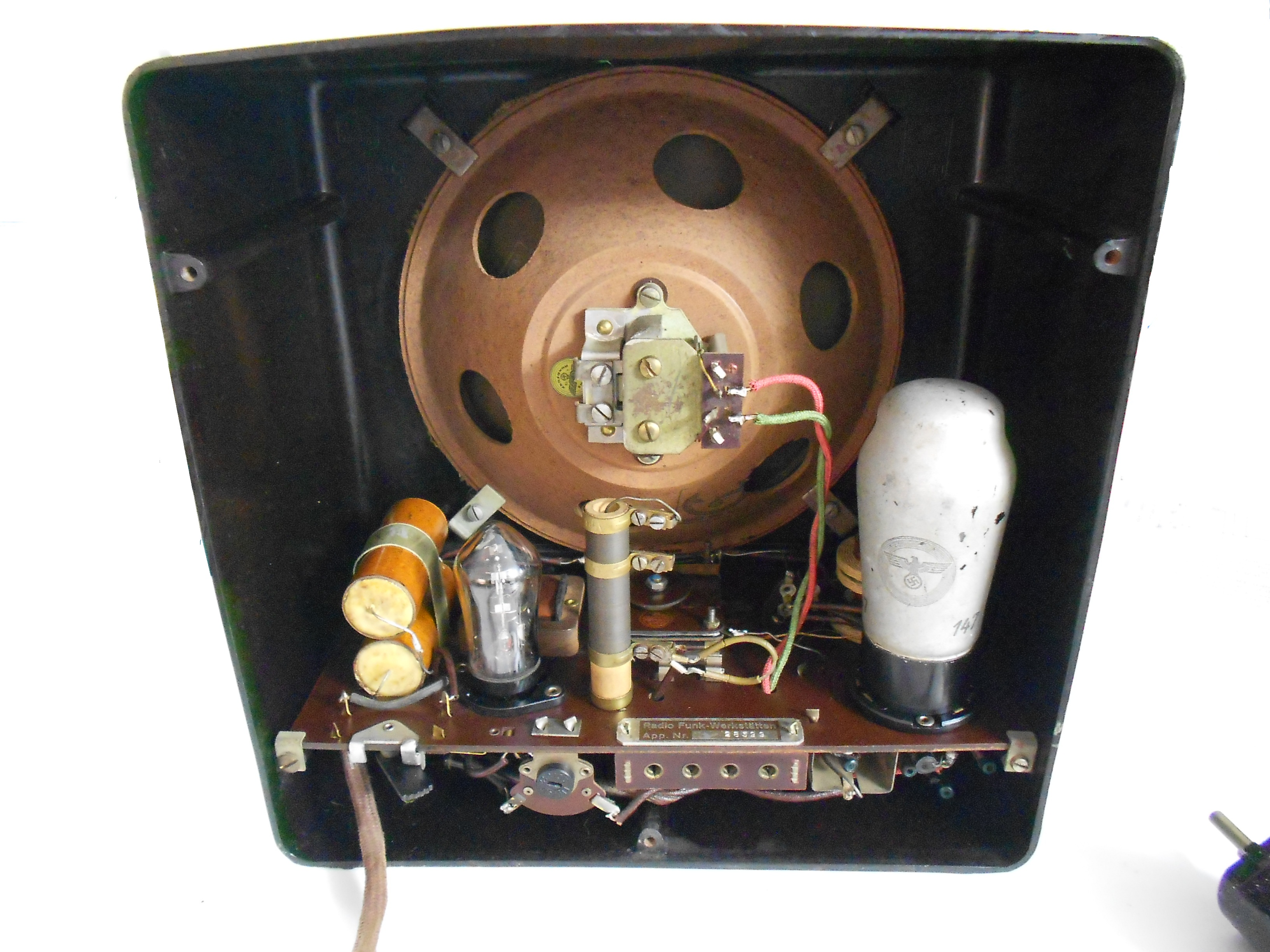
Interno del DKE38

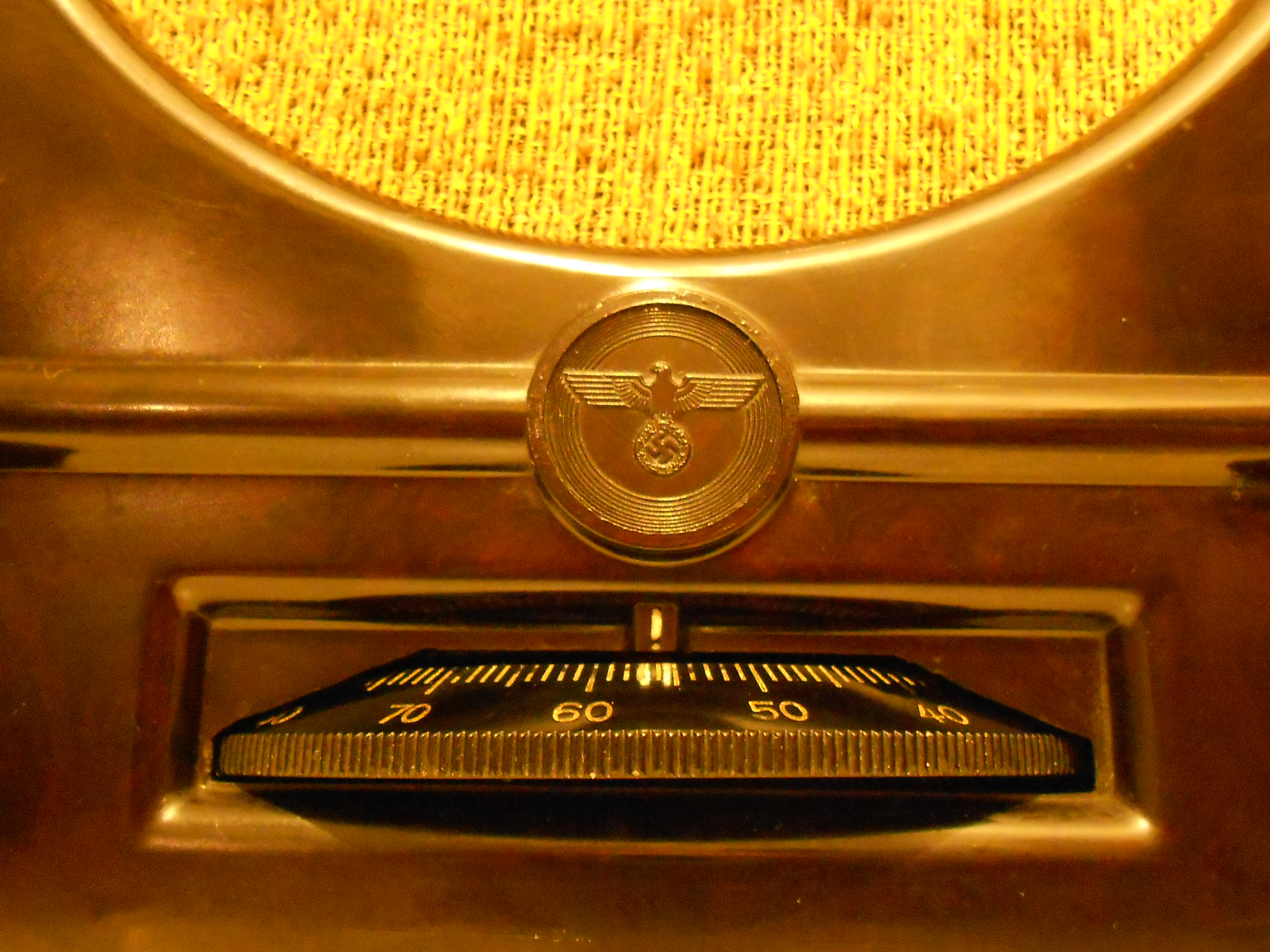
Fregio sopra la ruota di sintonia del DKE38

  Il DKE 38 GW (esisteva anche la versione "B" a batterie ma la versione "GW" era la più diffusa in quanto poteva essere alimentato sia in tensione continua che alternata da 110 a 240 Volts) era costruito con solo due valvole (VY 2 e VCL 11), non aveva la scala parlante, il cestello dell'altoparlante era fabbricato con cartone pressato invece che in ferro o alluminio e l'involucro era in bachelite. Il notevole risparmio rispetto al suo fratello maggiore VE301 era dovuto principalmente alla nuova valvola VCL11 progettata specificamente per questo ricevitore. La VCL11 rappresenta il primo tentativo perfettamente riuscito di integrazione di più circuiti in un unico dispositivo elettronico permettendo l'abbattimento dei costi per la produzione del piccolo ricevitore tedesco. Infatti univa un triodo con funzione di rivelatore del segnale radio e un tetrodo con funzione di amplificatore di Bassa Frequenza utilizzato per pilotare l'altoparlante piezoelettrico. Il tutto con il catodo in comune e in un unico bulbo in vetro. La valvola VY 2 invece aveva la semplice funzione di rettificatrice. Un altro componente costoso quale il trasformatore di uscita venne omesso utilizzando un altoparlante ad alta impedenza. Anche il trasformatore per alimentare i filamenti delle valvole venne omesso mettendo i filamenti delle valvole in serie tra di loro ed in serie ad una resistenza a prese calcolate per le varie tensioni domestiche che si trovavano in Germania all'epoca (110, 150 e 240 Volts). Il circuito di ricezione era del tipo reattivo e quindi non prevedeva conversioni di frequenza ma solo una bobina mobile di accoppiamento dell'antenna (manopola di sinistra) alla bobina di sintonia e due condensatori variabili, uno per la sintonia delle stazioni (ruota centrale numerata come visibile nelle foto) e uno per l'innesco della reazione (manopola di destra). Non era previsto un controllo del volume in quanto nel caso in cui il segnale ricevuto fosse molto forte da causare distorsioni bastava diminuire la reazione (manopola di destra) od allontanare la bobina mobile di antenna da quella di sintonia (ruotando la manopola di sinistra).

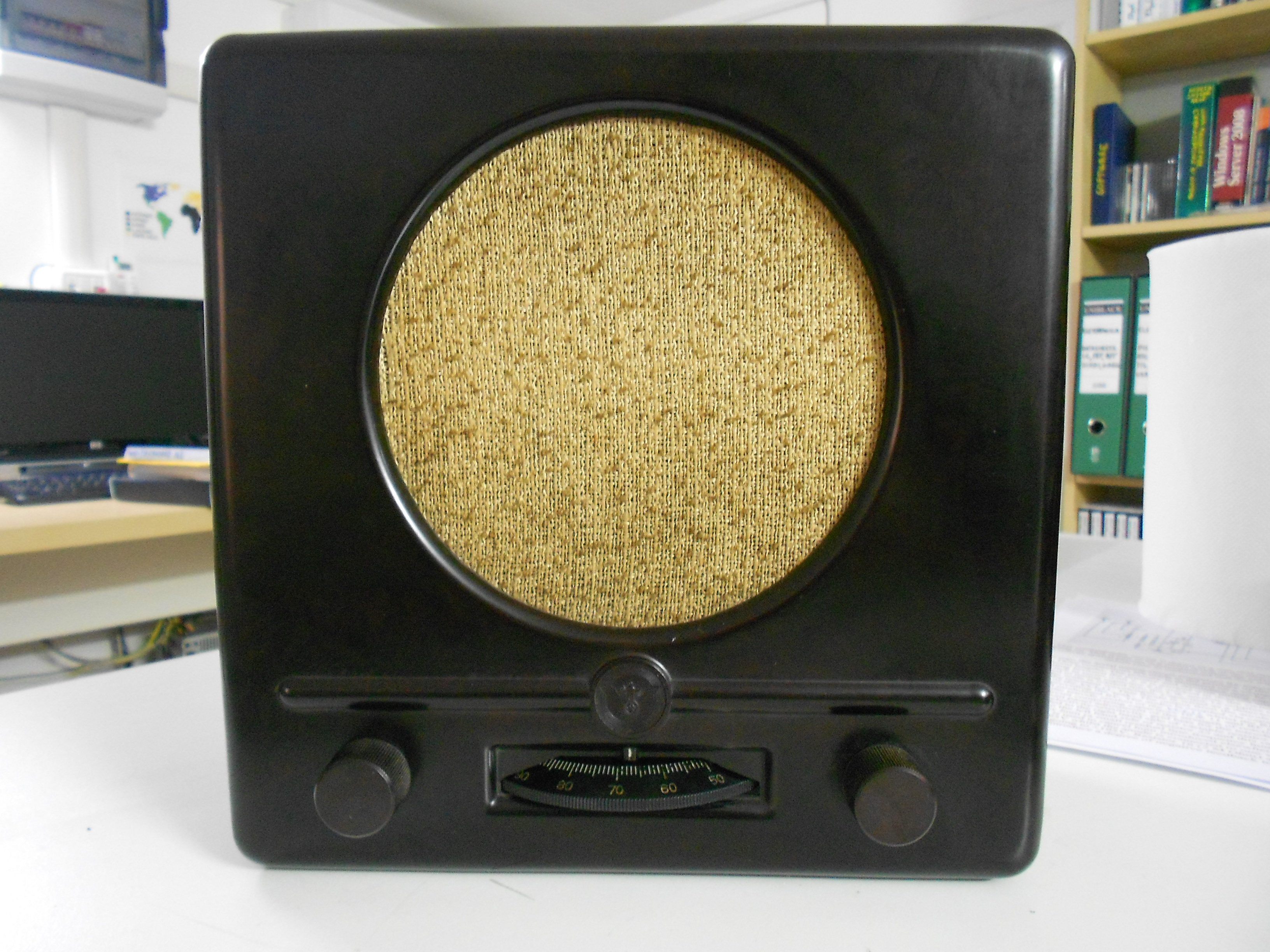
DKE38, vista frontale

Ogni singolo componente all'interno del DKE38 era di produzione nazionale (tedesca) e i componenti principali erano marchiati con lo stemma del Reich (aquila e croce uncinata) e la sigla identificativa dell'azienda che l'aveva prodotto, mentre i componenti minori (quali resistenze, condensatori ed elementi meccanici) riportavano solo la sigla dell'azienda che li aveva prodotti nel formato WD xx RI (dove "xx" rappresenta un numero univoco corrispondente ad una determinata azienda tedesca e WD RI significa Wirtschaftsstelle der Deutschen RundfunkIndustrie).

## Radio Balilla
Gli equivalenti italiani del Volksempfänger furono la Radio Rurale (equivalente del Ve301) e la Radio Balilla (equivalente del DKE38). Tuttavia il prezzo non era abbordabile quanto quello tedesco e soprattutto, la diffusione venne ostacolata dalle aziende che puntavano su modelli più remunerativi; quindi ne furono vendute poche decine di migliaia a differenza degli oltre 2,6 milioni di apparati tedeschi venduti dal 1939 al 1943.

## Ricevitore Utility
L'equivalente britannico del Volksempfänger fu la Utility Radio, costruita da un consorzio di produttori per un disegno del governo di standard riconosciuto usando componenti standard per rendere più facile la riparazione. L'obiettivo primario del progetto britannico, esattamente come quello tedesco, è stato di risparmiare sull'uso di materiali rari e semplificare le riparazioni. L'ascolto di stazioni estere nel Regno Unito è stato ufficialmente scoraggiato ma mai vietato.

## Volksempfänger nella cultura di massa
- L'album Radio-Aktivität, pubblicato nel 1975, dai tedeschi Kraftwerk pionieri della musica elettronica si distingue notevolmente per un Volksempfänger modello DKE38 sulla sua copertina.
- Il gruppo tedesco Welle:Erdball ha anche prodotto una canzone dal titolo Volksempfänger VE-301[7], che apparve per la prima volta sul loro album Die Wunderwelt Der Technik del 2002.